# Фарнастс, Николайс
Николайс Фа́рнастс (латыш. Nikolajs Fārnasts; род. 1 октября 1885 года в Риге, Российская империя — дата смерти неизвестна) — российский борец греко-римского стиля.

## Биография, карьера
Выступал за 1-й Рижский атлетический клуб (латыш. I Rīgas Atlētu klubs). Чемпион Прибалтийских губерний (1907).
В 1912 году принимал участие в летних Олимпийских играх в Стокгольме, где выступал от Российской империи в качестве борца в категории свыше 85 кг (тяжёлый вес). Призового места не занял. Проиграв в первом раунде, снялся с соревнований.
В последующем участвовал ещё в нескольких профессиональных турнирах.
Дальнейшая судьба спортсмена неизвестна.